# Аустралија на Зимским олимпијским играма 2018.
Аустралија учествује на Зимским олимпијским играма 2018. које се одржавају у Пјонгчанг у Јужној Кореји од 9. до 25. фебруара 2018. године. Олимпијски комитет Канаде послао је 51 квалификованог спортисту у десет спортова. 

## Освајачи медаља

### Сребро
- Мет Грем — Слободно скијање, могули
- Џарид Хјуз — Сноубординг, сноуборд крос

### Бронза
- Скот Џејмс — Сноубординг, халфпајп

## Учесници по спортовима
| Спорт                           | Мушкарци | Жене | Укупно |
| ------------------------------- | -------- | ---- | ------ |
| Алпско скијање                  | 2        | 1    | 3      |
| Боб                             | 4        | 0    | 4      |
| Брзо клизање                    | 1        | 0    | 1      |
| Брзо клизање на кратким стазама | 1        | 1    | 2      |
| Санкање                         | 1        | 0    | 1      |
| Скелетон                        | 1        | 1    | 2      |
| Скијашко трчање                 | 3        | 3    | 6      |
| Слободно скијање                | 6        | 10   | 16     |
| Сноубординг                     | 7        | 5    | 12     |
| Уметничко клизање               | 2        | 2    | 4      |
| 10 спортова                     | 28       | 23   | 51     |